# Shuka Saitō
Shuka Saito (斉藤朱夏 Saitō Shuka?, Prefectura de Saitama, Japón; 16 de agosto de 1996) es una actriz de voz y cantante japonesa, miembro del grupo idol japonés "Aqours".  
Es conocida por dar voz al personaje de anime "You Watanabe" de Love Live! Sunshine!! y por cantar el tema de apertura del anime Ore wo Suki Nano wa Omae Dake ka yo. 
Está afiliada como actriz de voz a la agencia Holy Peak, y como cantante, a la compañía discográfica Sacra Music. En 2015 hizo su debut como actriz de voz con el papel de You Watanabe en Love Live! Sunshine!!, y en 2019 debutó como cantante solista con su miniálbum titulado "Kutsuhimo". Más tarde, ese mismo año, lanzó su primer sencillo titulado "Sanjurokudo / PaPaPa". La canción "PaPaPa" del sencillo, se utilizó como tema de apertura para el anime Ore wo Suki Nano wa Omae Dake ka yo. 
Shuka Saito se caracteriza por ser enérgica y apasionada. Su música y conciertos en vivo son una mezcla de energía y pasión. Durante sus presentaciones en vivo suele jugar varias veces con el público al ritmo de sus canciones y confesar sus sentimientos con sus temas o conversando con sus fans. Además le gusta dar a sus presentaciones un toque artístico, con diferente tipo de indumentaria y juego de luces, en su mayoría de tonos rojo bermellón. Luego de su debut musical, a Shuka usualmente se le puede ver acompañada con una banda de integrantes femeninas que tocan en vivo.

## Biografía

### Infancia y adolescencia
Nació en la Prefectura de Saitama. Fue criada como la más joven de cuatro hermanos (una hermana mayor y dos hermanos mayores). Cuando estaba en cuarto grado de la escuela primaria, su madre le recomendó que tomara una clase de prueba de baile hip-hop, "¡lo cual fue divertido y decidí intuitivamente que lo haría!" menciona. "Estar frente a los demás y colocarte en una posición prominente", "Hacer sonreír a todos". Era una niña a la que le gustaba "trabajar duro". 
Cuando comenzó a bailar, ya tenía el objetivo de convertirse en una persona que pudiera cantar, bailar y pararse en el escenario, ese deseo lo tuvo gracias a "un anhelo por Minimoni" y "un anhelo por estar en el escenario". Cuando estaba en segundo año de secundaria, comenzó a convertirse en una artista, y comenzó a asistir a clases de entrenamiento de voz junto con el baile hip-hop.
Los pasatiempos favoritos de Shuka son: leer, caminar, observar a las personas, ver DVD, dormir y escuchar música.
Los talentos especiales de Shuka son: la danza, el bádminton y tocar la trompeta.
En 2015, en la serie animada "Love Live! Sunshine!!", paso la audición y se ganó el papel de You Watanabe. Esto le permitió ingresar a la industria del entretenimiento y debutar como seiyū, pero debido a que no tenía experiencia en ir a una escuela de capacitación, su camino de seiyū para sí misma era "sin conocer el trabajo de seiyū, fui aceptada en Love Live! Sunshine!!" Y cuando lo supo, decidió convertirse en seiyū. "Originalmente no tenía el objetivo de ser seiyū, era una persona que siempre quiso estar en el escenario", dijo en una entrevista.

## Actriz de Voz

### Inicios
Al momento de hacer el papel de You Watanabe en la audición de "Love Live! Sunshine!!", ingresó al mundo del entretenimiento e hizo su debut como seiyū. "Cuando me di cuenta, me convertí en actor de voz", mencionó en una entrevista. Ella considera esto como "la cosa más misteriosa de su vida".
Con respecto a su actitud hacia las actividades, dice que "el esfuerzo no traiciona a las personas es importante", y dice: "No creo que los esfuerzos deban darse por sentados". Dio como razón, "no era una persona superdotada, así que creo que he estado trabajando más duro que nadie hasta ahora", dijo.  Además, durante el curso de sus actividades, dijo: "Me di cuenta de que me despedía en un momento de mi vida diaria".

### Actividades
En octubre de 2017, volvió para la segunda temporada de Love Live! Sunshine!!, interpretando al mismo personaje.
El 4 de enero de 2019, participó en la película de "Love Live! Sunshine!!".
El 5 de febrero de 2019, anunció su designación como el personaje principal de la aplicación de juegos para teléfonos inteligentes "Miko Note" (Yumi Amano).
El miniálbum "hem" del personaje Miki Fukumoto, la cual Shuka da voz para el anime "Akebi-chan no Sailor-fuku", se lanzó a la venta el 23 de febrero de 2022.
El 12 de junio de 2022, Shuka estuvo presente en el evento presencial del anime "Akebi-chan no Sailor-fuku", en la cual se celebró el lanzamiento del BD&DVD (Vol.01) de la serie. 

## Carrera como Idol

### Inicios
Los productos de anime que compró por primera vez en su vida fueron productos de "Love Live!". Cuando pasó la audición, estaba feliz y lloró porque sintió que había logrado un objetivo muy grande al poder trabajar cantando y bailando. Además, cuando estaba en el escenario por primera vez como miembro de Aqours, estaba feliz de poder cantar y bailar frente al escenario, y se dio cuenta una vez más de que era una persona que encajaba en el escenario.
En una entrevista mencionó: "Para mí, Aqours es una sensación de pasar otra vida en la escuela secundaria".
En las entrevistas, ocasionalmente menciona "Me encanta bailar y estar en el escenario. Este sentimiento no ha cambiado desde que era una niña. Pararse en el escenario y transmitir varios sentimientos y gratitud a tantas personas como sea posible, y eso es lo que quiero seguir haciendo.
Además, dijo que había estado preocupada por dejar de bailar durante aproximadamente un año cuando estaba en el quinto grado de la escuela primaria, pero a pesar de que era consciente de sus preocupaciones, podía superarlo mirando sin decir nada. Uno de los puntos de inflexión en su vida es que aprendió de su experiencia y que pudo hacer algo si lo hacía de la mejor manera que podía, y que su personaje original de "Odio perder" se hizo más fuerte.
Sobre la atracción por la danza mencionó, "cada emoción puede ser expresada solo por el cuerpo. Puedo ser absorbida y olvidarme de mí misma". Puedo crear varias expresiones con un solo cuerpo y usarlo para actuar para convertirme en una persona diferente".

### Actividades
El 16 de agosto de 2016, abrió su blog oficial en la plataforma web japonesa "Ameba Blog".
El 15 de agosto de 2018, abrió su club de fans oficial titulado "Shuka Land".
Ha tenido oportunidad para actividades de fotograbado, y en particular, se ha presentado cuatro veces en la revista "Shūkan Young Jump"(de las a aparecido en portada dos veces).
El 7 de mayo de 2022, Shuka apoyó junto a Aika Kobayashi el partido de baseball de los Chiba Lotte Marines como parte de la colaboración con Love Live! Series. El equipo los Chiba Lotte Marines estuvieron enfrentando a los Fukuoka Softbank Hawks en el ZOZO MARINE STADIUM; ambos de la Liga del Pacífico 6.
El 8 de Mayo, Shuka estuvo junto a Akina Homoto, representando al "Love Live! Series" en el "Bandai Namco Festival 2nd Online Special Program".
El 15 de Mayo, como parte de Aqours, Shuka, Aika Kobayashi, Furihata Ai y Arisa Komiya, se presentaron en el segundo día del "Bandai Namco Festival 2nd", en el Zozo Marine Stadium. Ellas interpretaron los temas: "Aqours Pirates Desire"; "Thrilling・One Way"; "JIMO-AI Dash!" y "MY MAI☆TONIGHT".
El 16 de Mayo se lanzó oficialmente a la venta la versión digital del segundo photobook "Shukayasumi", la cual estuvo disponible en varias tiendas con formato ebook como Amazon Kindle.
El 14 de Junio Shuka estuvo presente en el niconama de Aqours en donde se anunció: el proyecto del 7.º aniversario "Aqours Mugendi WORLD Project"; la nueva canción del Aqours Club CD SET 2022 "Yume to Mirai de MUGENDAI"; la portada del MV collab con Hatsune Miku "BANZAI! digital trippers"; la colaboración de Aqours con la cafetería GiGO junto a Hatsune Miku; entre otros.

### Conciertos
En el año 2017, gracias al proyecto Love Live! Sunshine!!, realizó su primer concierto oficial como idol junto a la agrupación "Aqours" , el 25 y 26 de febrero en el Yokohama Arena de Japón. El primer concierto se tituló "Aqours First LoveLive! ～Step! ZERO to ONE～”.
En marzo, como miembro de Aqours, ganó el Premio al canto en el 11.º Seiyū Awards. En agosto, como miembro de "Aqours" se presentó en el "Animelo Summer Live 2017 -THE CARD-" (comúnmente conocido como "Anisama".
El 16 y 17 de octubre de 2021, Shuka junto a su agrupación "CYaRon!", realizaron su segundo concierto titulado "Love Live! Sunshine !! CYaRon! 2nd LoveLive! ~ Dai Kakumei ☆ Wake Up Kingdom ~" en el "Makuhari Messe International Exhibition Center" en la ciudad de Chiba. Esta vez, actuaron por primera vez con la banda "CYaRoTOMO's". Los miembros de la banda incluyen a Takuya Asanuma (ex guitarrista de la banda japonesa "Judy & Mary"),  Akimitsu Honma (Teclados), Kashuntaro (Batería), Izuma Takano (Bajo) y Kyota Watanabe (guitarrista).
El 25 y 26 de junio de 2022, Aqours realizó su concierto "Aqours 6th LoveLive! ～KU-RU-KU-RU Rock 'n' Roll TOUR～ ＜WINDY STAGE＞en el Tokyo Dome. Esta es la segunda vez que Aqours se presenta en el Tokyo Dome luego de aproximadamente cuatro años desde su concierto "Love Live! Sunshine!! Aqours 4th LoveLive! ~ Sailing to the Sunshine ~" en noviembre de 2018. Originalmente, la gira que incluía la presentación en el Tokyo Dome estaba programada para realizarse en 2020, el quinto aniversario de Aqours, pero se canceló debido a la propagación de la nueva infección por coronavirus. Durante el concierto, Shuka, en el papel de You Watanabe, interpretó su canción en solitario "Paradise Chime", enérgicamente, fascinando a la audiencia.

## Carrera Musical

### Inicios
El 12 de junio de 2019, anunció su gran debut como cantante solista en SACRA MUSIC.
Ese mismo año, el 16 de agosto (fecha de su cumpleaños), debutó en el escenario como cantante solista, brindando un mini concierto gratuito titulado "Birthday Free Live (8401)", dentro del Odaiba Venus Fort 1F Palette Town (Tokio). Este mini concierto fue transmitido en vivo mediante la plataforma Youtube. Antes y después de la presentación, se pudo contar con puestos de mercancía oficial de Shuka Saito, contando con la venta del CD de su primer miniálbum "Kutsuhimo". Las personas que llegaron a comprar los productos oficiales (independientemente de la cantidad de CD comprados), pudieron recibir una postal autografiada por Shuka Saito, de stock limitado y por orden de llegada.
El mini concierto empezó rápidamente con la canción "Ato 1 meter"; luego Shukashuu se presentó a su público, sorprendiéndose por la cantidad de asistentes (cerca de 3.000 personas). Luego explica lo que significan los números "8401". Da un vistazo y se da cuenta de que también fueron a verla fanáticas mujeres; agradece a su público y menciona que aún le falta mucho por mejorar. Seguidamente, anunció la segunda canción a interpretar para finalizar el mini concierto, la cual se trató de la canción "Kutsuhimo"; sin embargo, no llegó a sonar la pista musical, ya que empezó a sonar la canción "Happy Birthday" para celebrar su cumpleaños; fue toda una sorpresa para ella; tanto su staff como sus fans estuvieron planeando realizarlo. Todos los asistentes empiezan a cantar la canción y Shuka no pudo aguantar las lágrimas. La política de Shuka es "No llorar delante de todos". Aun así, dijo: "Honestamente estoy llorando ahora porque confío en todos", y se secó las lágrimas con una toalla. Su staff le llevó un pastel, se tomó una foto con el público y finalmente cantó la canción esperada, "Kutsuhimo", para despedirse agradeciendo nuevamente a todos por tanto apoyo. 
La cantante solista ReoNa asistió al mini concierto, la felicitó por su cumpleaños y brindó su apoyo durante la presentación. Más tarde confesó mediante la red social Twitter que le gusta mucho el miniálbum "Kutsuhimo".

### Actividades
El 12 de agosto de 2021, se anuncia que habrá una transmisión online y en vivo a través de su canal oficial de YouTube, el día 14 de agosto, en conmemoración por el 2.º Aniversario de su debut solista y del lanzamiento del 1st full album "Patchwork".
El 11 de septiembre, en el "Yomiuri Land Nittele Ran Ran Hall" (Tokio) se llevó a cabo el tercer evento del club de fans oficial (Shuka Land) de Shuka Saito. El evento contó con mercancía exclusiva del club de fans, deliciosa comida y mucho más.
El día 8 de noviembre, Shuka alcanzó en YouTube la cifra de 5 millones de visualizaciones en su video musical "PaPaPa". Ella recibió felicitaciones de todas partes del mundo en los comentarios del vídeo; como consecuencia, agradeció a sus fans en idioma japonés, inglés, chino y coreano, mediante su cuenta oficial de Twitter.
El 10 de diciembre se realizó el One Man Live "Tsugihagi no Stage" en el "Pacifico Yokohama National Convention Hall" (Yokohama, Japón). En el lugar se dispuso a la venta mercancía oficial de Shuka Saito con temática del concierto. La presentación cubrió gran parte del primer álbum "Patchwork" con canciones incluso en su versión acústica. Al final del evento, se anunció que se realizará un LIVE HOUSE TOUR en varias fechas de abril del 2022. El Tour llevará de nombre "Hajimari no Sign", y las entradas se dispusieron a reserva rápidamente para los miembros registrados del fan club oficial de Shuka Saito. 
El 23 de marzo de 2022, mediante un livestream en el canal de YouTube oficial de Shuka Saito, se estrenó la canción completa "ShuShuShu" en su versión concierto, siendo esta parte del tour "Shuka Performance 2021 'Tsugihagi no Stage', realizado el 10 de diciembre de 2021. 
El 13 de abril se lanzó a la venta el blu-ray oficial del concierto "Tsugihagi no Stage", siendo esta la primera mercancía blu-ray de concierto que lanza a la venta Shuka Saito. En cada formato de venta, se incluye un documental realizado a Shuka. Las canciones del CD son extraídas del concierto, por ende están en su versión live concert. 
El 13 de abril, Shuka dio inicio a su live tour "Hajimari no Sign", empezando por Osaka (Nanba Hatch). En esta ocasión, Shuka sorprendió a todos revelando una nueva canción inspirada en el tour; la canción se titula "Hajimari no Sign". 
Del 11 al 17 de abril se reprodujo fragmentos del concierto "Tsugihagi no Stage" en las pantallas gigantes del YUNIKA VISION, localizado en Shinjuku. 
El 22 de abril culminó con éxito el concierto en el Zepp Nagoya como parte del tour "Hajimari no Sign". La cantante LiSA visitó a Shuka durante este concierto, lo que provocó que Shuka se pusiera tan nerviosa y emocionada al verla que solo atinó a darle un abrazo instantáneamente.  
El 24 de abril finalizó el tour "Hajimari no Sign" con dos presentaciones en el Toyosu PIT (Tokio). Al finalizar los conciertos se dio la noticia de que se realizará una nueva gira, pero en esta ocasión, por primera vez, será una gira con más fechas de lo habitual. Empezando desde agosto, será la gira más larga que ha realizado Shuka hasta el momento, abarcando 10 ciudades de todo Japón. El tour llevará de nombre "Kimi to Hadashi no Seishun". Durante el backstage, Otsuka Sae del grupo Poppin'Party; Yuki Wakai del grupo "i☆Ris" y Mimo junto a Kaho del grupo "fleufleu" visitaron a Shuka. Durante los conciertos, Shuka estuvo bebiendo "in Jelly", una marca de bebida energética a base de gelatina, diseñada especialmente para suministrar carbohidratos equivalentes a una bola de arroz. 
El 3 de mayo, Shuka se presentó en el festival "Aniera City Bash!!" cantando sus canciones: "Sekai no Hate"; "Tsuki de Hoshi de Taiyo da!"; "Your Way My Way"; "ShuShuShu" y "PaPaPa". El festival se realizó en el "Tachikawa Stage Garden" (Tachikawa) donde también se presentaron artistas conocidos como Aika Kobayashi, Spira Spica, Yui Ninomiya, fhána, entre otros. 
El 25 de mayo se lanzó oficialmente a la venta y streaming la canción "Hajimari no Sign". Al mismo tiempo, desde YouTube, se publicó su video musical inspirado en el tour que lleva el mismo nombre. 
El 9 de junio, Shuka realizó un live online en el "LisAni! LIVE XR World Vol.01" gracias al virtual space "XR World". Ella cantó sus canciones: "PaPaPa"; "Zenshin Zenrei"; "Sekai no Hate" y "Mou Muri, demo Hashiru". La transmisión contó con varias fechas para poder visualizarse con un precio de entrada. 
El 10 de junio se anunció oficialmente mediante un livestream en su canal oficial de YouTube que el 17 de agosto se lanzará su tercer single, conmemorando su tercer aniversario como solista y su cumpleaños. Además se anunció que lanzará su primer live pamphlet y que el tour "Kimi to Hadashi no Seishun" tendrá una presentación adicional en 3 ciudades de Japón. Las presentaciones adicionales de la gira "Shuka Performance 2022 LIVE HOUSE TOUR 'Kimi to Hadashi no Seishun' se realizarán en las ciudades de Kobe, Saitama y Yokohama.    

### Conciertos
| Año  | Título                                                              | Lugar | Fecha |
| ---- | ------------------------------------------------------------------- | --- | --- |
| 2022 | Shuka Performance 2022 LIVE HOUSE TOUR "Kimi to Hadashi no Seishun" | - Kashiwa PALOOZA (Kashiwa, Japón) - Kashiwa PALOOZA (Kashiwa, Japón) - Sendai darwin (Sendai, Japón) - club-G (Gifu, Japón) - LIVE ROXY SHIZUOKA (Shizuoka, Japón) - SECOND CRUTCH (Hiroshima, Japón) - DRUM Be-1 (Fukuoka, Japón) - Varit. (Kobe, Japón) ※Constará de 2 presentaciones. - HEAVEN'S ROCK VJ-3 (Saitama, Japón) ※Constará de 2 presentaciones. - KYOTO MUSE (Kioto, Japón) - Yokohama Bay Hall (Yokohama, Japón) ※Constará de 2 presentaciones. | - 20 de agosto - 21 de agosto - 9 de septiembre - 17 de septiembre - 19 de septiembre - 23 de septiembre - 25 de septiembre - 8 de octubre - 22 de octubre - 3 de noviembre - 5 de noviembre |
| 2022 | Shuka Performance 2022 LIVE HOUSE TOUR "Hajimari no Sign"           | - Nanba Hatch (Osaka, Japón) - Zepp Nagoya (Aichi, Japón) - Toyosu PIT (Tokio, Japón) ※ 2 presentaciones. | - 13 de abril - 22 de abril - 24 de abril |
| 2021 | Shuka Performance 2021 "Tsugihagi no Stage"                         | - Pacifico Yokohama National Convention Hall (Yokohama, Japón) | - 10 de diciembre |
| 2021 | Shuka Performance 2021 LIVE HOUSE TOUR "Manatsu no Highway"         | - Zepp Nagoya (Nagoya, Japón) - Zepp Osaka Bayside (Osaka, Japón) - Zepp Tokyo (Tokio, Japón) | - 4 de agosto - 5 de agosto - 16 de agosto |
| 2021 | Shuka Saito Reco Hatsu One Man Live "Sekai no Hate"                 | - Tokyo Garden Theater (Tokio, Japón) | - 3 de junio |
| 2020 | Shuka Saito Mini Live Online "Your Way My Way"                      | - Shuka Saito Official YouTube Channel | - 14 de noviembre |
| 2019 | Shuka Performance 2019 "Kutsuhimo no Musubikata"                    | - TSUTAYA O-EAST (Tokio, Japón) | - 7 de noviembre |
| 2019 | Shuka Saito Birthday Free Live "8401"                               | - VenusFort Palette Plaza (Tokio, Japón) | - 16 de agosto |

## Televisión
El 30 de noviembre de 2019, Shuka apareció en el programa de televisión japonés "Shibuya Note" por primera vez como cantante solista interpretando su canción "PaPaPa", opening del anime Ore wo Suki Nano wa Omae Dake ka yo y parte de su primer single titulado "Sanjurokudo / PaPaPa". A lo largo del programa se presentaron también varios artistas reconocidos, como: Dean Fujioka, Band-Maid y eill. Durante el topic "WHAT'S NEXT" del programa, Shuka reveló que lo siguiente que le gustaría hacer es practicar Kick Boxing para el año 2020. Shuka también tuvo una sección especial durante el programa, en donde pudo demostrar su talento para la cocina, preparando hamburguesa, arroz y sopa miso.
Presentación como solista en el Anison Premium! el día 7 de febrero de 2021, interpretando el opening "PaPaPa" del anime Oresuki y el ending "Sekai no Hate" del anime Back Arrow.
El 22 de diciembre, realizó su segunda performance en televisión como cantante solista; esta vez en el famoso programa de televisión japonés "Anison! Premium! Fes.2019", emitido por el canal de televisión "NHK BS4K". En esta ocasión, Shuka nuevamente tuvo la oportunidad de cantar su canción "PaPaPa", opening del anime Ore wo Suki Nano wa Omae Dake ka yo y parte de su primer single "36 °C / PaPaPa". El programa se volvió a repetir (diferido) el 29 de diciembre mediante el canal "NHK BS Premium".
El 10 de agosto del 2021, Shuka apareció en el primer día del "TV Asahi 'Roppongi Ennichi' ~Natsu Yogatari~", el cual es una transmisión de paga online donde se presentan diferentes actores de voz e invitados especiales, realizando diferentes dinámicas de temática "Natsumatsuri" y más.
El 28 de septiembre de 2021, Shuka se presentó por primera vez en el programa de televisión japonés "PLAYLIST" para cantar su canción más exitosa hasta la fecha, "PaPaPa". Aquel programa se transmite mediante la cadena televisiva "TBS Television". El programa empezó haciendo una breve reseña de la trayectoria de Shuka durante su papel para la serie "Love Live! Sunshine!!", seguidamente, resaltaron su primer libro de fotos "Hadashi"; sus presentaciones como miembro del grupo idol "Aqours"; su debut como cantante solista y su trayectoria musical hasta la fecha, compañado de una breve entrevista. Finalmente, se dio paso para que Shuka cante su exitosa canción.
Mediante cuentas oficiales en Twitter, se decidió que el One Man Live "Tsugihagi no Stage" se transmitirá, exclusivamente, en la cadena de televisión japonesa "MUSIC ON! TV" el 25 de febrero del 2022. Además, para el 26 de enero de 2022, se anunció que Shuka tendrá un programa dedicado a su persona, en donde se emitirán sus videos musicales y comentarios exclusivos durante dos meses seguidos, en la cadena de televisión japonesa "MUSIC ON! TV".
El 10 de junio de 2022, Shuka apareció en el programa de televisión "AnisonDays" del canal "BS11". Este es un programa de televisión en la cual se le permite al artista invitado cantar un cover de una canción de su preferencia, pero de temática anime. Shuka eligió cantar la canción "Tsukiakari Funwari Ochitekuru Yoru" de la serie "Crayon Shin-chan", que le gusta mucho desde niña. Además pudo cantar su canción "PaPaPa" y hablar un poco de su próximo live tour.
El 18 de Junio Shuka fue invitada al programa de televisión "Anison Shinkyoku Cover Desho de show!!". Durante el programa ella estuvo hablando sobre Love Live! Sunshine!! y sobre los animes que más le gustan (Perman, Crayon Shin‑chan, Shigatsu wa Kimi no Uso). Además, por primera vez hizo cover de la canción "Harunohi" de Aimyon, tema musical de la película "Crayon Shin-chan: Honeymoon Hurricane - The Lost Hiroshi".

## Filmografía

### Anime
- Love Live! Sunshine!! (2016-17) - You Watanabe[57]
- Time Bokan 24 (2016) - Niños (cap 5)[58]
- Time Bokan 24 (2017) - Niño B (cap 14)[59]
- Hakata Tonkotsu Ramens (2018) - Mujer (cap 8)
- Oresuki (2019) - Asaka Mayama "Sasanqua"[60]
- D4DJ First Mix (2020) - Misamisa (cap 2)[61]
- 100-man no Inochi no Ue ni Ore wa Tatte Iru (2020) - Majiha Pink 2.ª generación (cap 11)[62]
- D4DJ First Mix (2021) - Misamisa (cap 10)
- Wonder Egg Priority (2021) - Rika Kawai[63]
- Akebi's Sailor Uniform (2022) - Miki Fukumoto[64]

### Película
- Love Live! Sunshine!! The School Idol Movie Over the Rainbow (2019) - You Watanabe

### OVA
- Ore wo Suki Nano wa Omae Dake ka yo ~Ore-tachi no Game Set~ (2020) - Asaka Mayama "Sasanqua"

### Videojuegos
- Love Live! School Idol Festival (2016) - Watanabe You[65]

- Dragón Génesis Seisen no kizuna (2017) - Proserpina[66]
- Hakoniwa Company Works (2017) - Meme Kazamidori[67]
- Phantasy Star Online 2 es (2017) - Katerator[68]
- Uchi no Hime-sama ga ichiban kawaii (2018) - Amaterasu[69]
- Dolls Order (2018) - Lohengrin[70]
- Destiny Child (2018) - Luna[71]
- Puchiguru Love Live! (2018) - Watanabe You[72]
- Kigurumi Kinoko Q-bit (2018) - Kayakari Karasu[73]
- Love Live! School Idol Festival ~ after school ACTIVITY ~ Next Stage (2018) - Watanabe You[74]

- Miko Note (2019) - Yumi Amano[75]
- Art Code Summoner (2019) - Paul Gauguin[76]
- Quiz RPG: The World of Mystic Wiz (2019) - Hanakuma Wakana[77]
- Love Live! School Idol Festival ALL STARS (2019) - Watanabe You[78]
- Shōjo☆Kageki Revue Starlight -Re LIVE- (2020) - Watanabe You[79]
- Love Live! School Idol Festival 〜after school ACTIVITY〜 Wai Wai! Home Meeting! (2021) - Watanabe You[80]
- Puzzle Girls (2021) - Warrior, Myoko[81]

- Touhou Danmaku Kagura (2021) - Kawashiro Nitori[82]

## Revistas
- Gekkan The Television
- B.L.T.
- Big Comic Spirits
- Ani-PASS
- Ani-PASS Plus
- My Girl
- B.L.T. Voice Girls
- blt graph.
- Seiyu Animedia

- Seiyu Grand Prix NEXT Girls

- Young Jump
- FRIDAY
- Lis Ani!
- Pick-up Voice
- FLASH Special
- BRODY

## Libro de Fotos

### 2.º Photobook
| Año  | Información | Posición más alta en Oricon semanal |
| ---- | --- | ----------------------------------- |
| 2022 | Shukayasumi (朱夏休み) - Publicación: 14 de febrero de 2022 - Editorial: KADOKAWA - Ediciones: Tankobon Softcover - Fotógrafo: Suguru Kumaki - ISBN: 978-4048971935 | 8                                   |

El 24 de noviembre del año 2021, se anuncia mediante la cuenta oficial de Twitter "My Girl" (exitosa revista de la Kadokawa Entertainment Mook), que se lanzará el segundo libro de fotos de Shuka Saito, luego de tres años y medio, aproximadamente, de lo que fue su primer photobook (debut) "Hadashi". El segundo libro de fotos se programó para lanzarse a la venta el 14 febrero del año 2022 y aspira a capturar la esencia de una Shuka Saito de 25 años de edad.

### Photobook
| Año  | Información | Posición más alta en Oricon semanal |
| ---- | --- | ----------------------------------- |
| 2020 | Shukasugata (しゅかすがた) - Publicado: 26 de diciembre de 2020 - Editorial: Tokyo News Service Ltd. - Ediciones: B.L.T. Mook & Digital - Fotógrafo: Fujimoto Kazunori - ISBN: 978-4-86701-185-0 | 1                                   |

El primer libro de fotos de la popular actriz de voz Shuka Saito "Shuka Sugata" (Tokyo News Service) vendió 2.000 copias a la semana, "Oricon Weekly BOOK Ranking" con 1/11, "Photobook" por género (período de agregación: 2020) Desde el 28 de diciembre de 2021 hasta 3 de enero de 2021), ganó el primer lugar.

### 1.erPhotobook
| Año  | Información | Posición más alta en Oricon semanal |
| ---- | --- | ----------------------------------- |
| 2018 | Hadashi (裸足。) - Publicado: 16 de agosto de 2018 - Editorial: Tokyo News Service Ltd. - Ediciones: B.L.T. Mook & Digital - Fotógrafo: Hosoi Kojiro - ISBN: 978-4-86336-798-2 | 1                                   |

El popular libro de fotos "1st Photobook Hadashi" de la popular actriz de voz Shuka Saito (Tokyo News Service / lanzado el 16 de agosto) vendió 10,000 copias a la semana, y "Photobook" por género en el ranking BOOK con 8/27 ". (Período de agregación : 13 de agosto al 19 de agosto), ganó el primer lugar por primera aparición.

## Discografía

### Full Álbum
| N.° | Año  | Información | Posición más alta en Oricon |
| --- | ---- | --- | --------------------------- |
| 1   | 2021 | Patchwork (パッチワーク) - Publicado: 18 de agosto de 2021 - Compañía discográfica: Sacra Music - Códigos de producto: VVCL-1908; VVCL-1906; VVCL-1903 - Ediciones: CD; CD+BD; CD+BD+Photobook | 13                          |

### EP / miniálbum
| N.° | Año  | Información | Posición más alta en Oricon |
| --- | ---- | --- | --------------------------- |
| 2   | 2020 | SUNFLOWER - Publicado: 11 de noviembre de 2020 - Compañía discorgráfica: Sacra Music - Códigos de producto: VVCL-1762; VVCL-1758; VVCL-1760 - Ediciones: CD; CD+BD; CD+Photobook            | 11                          |
| 1   | 2019 | Kutsuhimo (くつひも) - Publicado: 14 de agosto de 2019 - Compañía discográfica: Sacra Music - Códigos de producto: VVCL-1495; VVCL-1493; VVCL-1490 - Ediciones: CD; CD+DVD; CD+BD+Mercancía | 5                           |

### Sencillos
| N.° | Año  | Información | Posición más alta en Oricon |
| --- | ---- | --- | --------------------------- |
| 3   | 2022 | Ippai Attena (イッパイアッテナ) - Lanzamiento: 17 de agosto de 2022 - Compañía discográfica: Sacra Music - Códigos de producto: VVCL-2087; VVCL-2085 ～ VVCL-2086 - Ediciones: CD; CD+BD+Mercancía                     | -                           |
| 2   | 2021 | Sekai no Hate (セカイノハテ) - Publicado: 10 de febrero de 2021 - Compañía discográfica: Sacra Music - Códigos de producto: VVCL-1803; VVCL-1804; VVCL-1800 - Ediciones: CD; CD+BD+Mercancía; CD+BD+Mercancía          | 8                           |
| 1   | 2019 | Sanjurokudo / PaPaPa (36℃/パパパ) - Publicado: 20 de noviembre de 2019 - Compañía discográfica: Sacra Music - Códigos de producto: VVCL-1547; VVCL-1548; VVCL-1545 - Ediciones: CD; CD+DVD+Mercancía; CD+DVD+Mercancía | 12                          |

## Música de personaje

### Akebi-chan no Sailor-fuku
| Año  | Información | Personaje     | Anime                     |
| ---- | --- | ------------- | ------------------------- |
| 2022 | Fukumoto Miki Mini Album "hem" - Publicación: 23 de febrero de 2022 - Compañía: Aniplex - Código de producto: SVWC-70579 - Edición: CD | Miki Fukumoto | Akebi-chan no Sailor-fuku |

### Wonder Egg Priority
| Año  | Información | Personaje  | Anime               |
| ---- | --- | ---------- | ------------------- |
| 2021 | Anemoneria 1st EP "Sudachi no Uta / Life is Cider" - Publicado: 10 de marzo de 2021 - Compañía: Sacra Music - Códigos de producto: VVCL-1828; VVCL-1826 - Ediciones: CD; CD+BD | Rika Kawai | Wonder Egg Priority |

### Ore wo Suki Nano wa Omae Dake ka yo
| Año  | Información | Personaje               | Anime                               |
| ---- | --- | ----------------------- | ----------------------------------- |
| 2020 | Ore wo Suki Nano wa Omae Dake ka yo Blu-ray 4 - Publicado: 25 de marzo de 2020 - Compañía: Aniplex - Códigos de producto: ANZB-13307; ANZX-13307 - Ediciones: DVD; BD | Asaka Mamaya (Sasanqua) | Ore wo Suki Nano wa Omae Dake ka yo |

### Love Live! Sunshine!!
| Año  | Información | Personaje    | Anime                 |
| ---- | --- | ------------ | --------------------- |
| 2022 | Love Live! Sunshine!! Second Solo Concert Album ～THE STORY OF FEATHER～ starring Watanabe You - Publicado: 17 de abril de 2022 - Compañía: Lantis - Código de producto: LACA-9843～4 - Edición: CD Álbum | You Watanabe | Love Live! Sunshine!! |
| 2021 | Love Live! Sunshine!! Watanabe You First Solo Concert Album ～Beginner's Sailing～ - Publicado: 17 de abril de 2021 - Compañía: Lantis - Código de producto: LACA-9772 - Edición: CD Álbum                | You Watanabe | Love Live! Sunshine!! |
| 2018 | Love Live! Sunshine!! TV Anime Season 2 Blu-ray 4 - Publicado: 23 de marzo de 2018 - Compañía: Emotion, Lantis - Códigos de producto: BCXA-1326; BCXA-1333 - Edición: Blu-ray                             | You Watanabe | Love Live! Sunshine!! |